# Закінф (аеропорт)
Міжнародний аеропорт Закінф «Діонісіос Соломос» (IATA: ZTH, ICAO: LGZA) — аеропорт на острові Закінф біля міста Закінф, Греція.
Має ім'я грецького поета Діонісіос Соломоса.
У літній період крім міста Закінф аеропорт обслуговує такі туристичні центри, як Лагана , Ціліві і Каламаки.
З 00:00 до 4:00 в аеропорту заборонені злети і посадки літаків. Ця заборона пов'язана з тим, час нічний в на пляжі біля аеропорту відкладає яйця головаста морська черепаха. Тільки у виняткових випадках зліт або посадка літака може бути дозволена в цей час

## Авіакомпанії та напрямки, серпень 2019
| Авіакомпанія                  | Пункт призначення |
| ----------------------------- | --- |
| Astra Airlines                | Сезонний: Салоніки Сезонний чартер: Братислава |
| ASL Airlines France           | Сезонний чартер: Манчестер |
| Austrian Airlines             | Відень Сезонний: Лінц |
| Blue Panorama Airlines        | Сезонний: Мілан-Бергамо, Болонья, Мілан-Мальпенса, Рим-Ф'юмічіно |
| British Airways               | Сезонний: Лондон-Хітроу |
| Brussels Airlines             | Сезонний: Брюссель |
| Condor                        | Сезонний: Дюссельдорф, Франкфурт, Гамбург, Мюнхен, Штутгарт |
| Corendon Dutch Airlines       | Сезонний: Амстердам, Маастрихт/Аахен |
| Danish Air Transport          | Сезонний чартер: Орхус, Біллунн |
| easyJet                       | Сезонний: Бристоль, Лондон-Гатвік, Лондон-Станстед, Ліверпуль, Мілан-Мальпенса |
| Edelweiss Air                 | Сезонний: Цюрих |
| Enter Air                     | Сезонний чартер: Катовіце, Познань, Вільнюс, Варшава-Шопен, Вроцлав |
| Eurowings                     | Сезонний: Дюссельдорф, Штутгарт |
| Finnair                       | Сезонний: Гельсінкі |
| Jet2.com                      | Сезонний: Белфаст, Бірмінгем, Східний Мідландс, Единбург, Глазго, Лідс-Брадфорд, Лондон-Станстед, Манчестер, Ньюкасл                                                                                               |
| Laudamotion                   | Сезонний: Відень |
| NordStar                      | Сезонний чартер: Москва-Домодєдово |
| Novair                        | Сезонний чартер: Гетеборг, Осло-Гардермуен, Стокгольм-Арланда |
| Olympic Air                   | Афіни |
| Ryanair                       | Сезонний: Мілан-Бергамо |
| Ryanair Sun                   | Сезонний чартер: Катовиці, Варшава-Шопен, Вроцлав |
| Sky Express                   | Афіни, Кефалінія |
| SmartWings                    | Сезонний: Брно, Острава, Прага |
| SmartWings Hungary            | Сезонний: Будапешт, Дебрецен |
| SmartWings Polska             | Сезонний чартер: Катовиці, Познань, Варшава-Шопен |
| Smartwings Slovakia           | Сезонний: Братислава |
| Swiss International Air Lines | Сезонний: Женева |
| TAROM                         | Сезонний чартер: Бухарест, Клуж-Напока |
| Thomas Cook Airlines          | Сезонний: Бірмінгем, Бристоль, Кардіфф, Східний Мідландс, Глазго, Лондон-Гатвік, Лондон-Станстед, Манчестер, Ньюкасл                                                                                               |
| Transavia                     | Сезонний: Амстердам, Ейндговен |
| Transavia France              | Сезонний: Париж-Орлі |
| TUI Airways                   | Сезонний: Бірмінгем, Борнмут (з 3 травня 2020),, Бристоль, Кардіфф, Донкастер-Шеффілд, Східний Мідландс, Ексетер, Глазго, Лондон-Гатвік, Лондон-Лутон, Лондон-Станстед, Манчестер, Ньюкасл Сезонний чартер: Дублін |
| TUI fly Belgium               | Сезонний: Брюссель |
| TUI fly Netherlands           | Сезонний: Амстердам, Роттердам/Гаага |
| TUI fly Nordic                | Сезонний чартер: Копенгаген, Гельсінкі, Стокгольм-Арланда, Осло-Гардермуен |
| Volotea                       | Сезонний: Барі, Неаполь, Палермо, Венеція, Верона |
| Vueling                       | Сезонний: Рим-Ф'юмічіно |
| Wizz Air                      | Сезонний: Будапешт |